# Ветрова, Светлана Михайловна
Светлана Михайловна Ветрова (род. 20 сентября 1959, Ленинград) — советская и российская автор-исполнитель собственных песен, композитор и поэтесса.

## Биография
Светлана Ветрова родилась и живёт в Санкт-Петербурге. Основное призвание — игра на гитаре, исполнение бардовских песен, сочинение своей музыки и, в меньшей мере, стихов. Всем этим она занимается с 1981 года, с тех пор, когда впервые пришла в питерский клуб КСП «Меридиан». Педагог, преподаёт гитару детям и взрослым. 14 лет работала в детском саду в созданной ею группе «Умница» музыкальным педагогом. Много путешествует, выступает на концертах и фестивалях в самых разных городах и странах — в России, Германии, Израиле, Франции, США. Ведет мастерские, участвует в работе жюри различных бардовских Фестивалей и Конкурсов. Вышла книга детских песен «Про Коху и Мыху» (2010).
В 1992-м году вышла её первая пластинка — виниловый диск «Стожары» (оказавшийся последним диском, выпущенным фирмой «Мелодия»). Лейбл фирмы на пластинке не фигурирует, на обложке диска указано, что пластинка издана по заказу и на средства фирмы "Ваенга" (г. Североморск). Заглавную песню этого диска она спела на концерте лауреатов Грушинского фестиваля в 1986-м году. После этого вышли две аудиокассеты и много компакт-дисков.
Последнее время (с 2010 года) часто выступает в дуэте с Наталией Гудковой-Сарповой в проекте «Бардовские-народные песни».

## Диски и кассеты
- Стожары (1992) — Пластинка фирмы «Мелодия»
- Песни солнечных зайчиков (1995) — Детские песни и стихи, кассета
- Сложно жить летучей кошке (1997) — 23 песни в исполнении Светланы Ветровой, в том числе 5 её собственных, кассета
- Я рисую море (2001) — В основном песни самой Светланы Ветровой и Новеллы Матвеевой, а также Веры Матвеевой и Булата Окуджавы, CD
- Серебряный свет (2002) — «Свет интонации не только песен, но и жизни Светланы Ветровой» (Юрий Самохин, московский поэт), CD
- Колыбельная с миражами (2003) — Песни Веры Матвеевой, CD
- И война, и мир (2005) — Диск, посвящённый родителям и детям, и всем старшим и следующим поколениям, тому, что, собственно, и связывает нас с вечностью, CD
- Стрекоза (2006) — Первый полностью авторский диск Светланы Ветровой, содержащий только её песни, CD
- Музыка Маминого Молока (2008) — Песни для детей и их родителей, CD
- Думы потаённые… (2009) — Бардовские народные песни, выпуск 1, вместе с Наталией Гудковой-Сарповой, CD
- Подарочек (2010) — Бардовские народные песни, выпуск 2, вместе с Наталией Гудковой-Сарповой, CD
- Наших жизней половинки (2012) — Бардовские народные песни, выпуск 3, вместе с Наталией Гудковой-Сарповой, CD